# 台灣裸胸鱔
台灣裸胸鱔，又稱台灣裸胸鯙、錢鰻、薯鰻、虎鰻，為輻鰭魚綱鰻鱺目鯙亞目鯙科的其中一種，分布於西北太平洋的台灣海域，棲息深度3-30公尺，體長可達52.3公分，為底棲性魚類，生活在珊瑚礁、岩礁區，屬肉食性，以魚類、甲殼類等為食。

## 擴展閱讀
維基物種上的相關：台灣裸胸鱔